# Святой Исаакий (линейный корабль, 1740)
«Святой Исаакий» или «Исаакий» — парусный линейный корабль Балтийского флота Российской империи, один из кораблей типа «Пётр Второй».

## Описание судна
Один из девятнадцати парусных 54-пушечных линейных кораблей типа «Пётр II», строившихся с 1724 по 1768 год на верфях Архангельска и Санкт-Петербурга. Всего в рамках серии было построено девятнадцать линейных кораблей.
Длина корабля по сведениям из различных источников составляла 43,57—43,6 метра, ширина от 11,6 до 11,7 метра, а осадка от 5,1 до 5,5 метра. Вооружение судна составляли 54 орудия, включавшие восемнадцати-, восьми- и четырёхфунтовые пушки, а экипаж состоял из 440 человек.
Корабль был назван «Святой Исаакий», поскольку 30 мая (10 июня) 1719 года, в день святого Исаакия, было получено известие о победе в Эзельском сражении.

## История службы
Линейный корабль «Святой Исаакий» был заложен на Соломбальской верфи 10 (21) июля 1739 года и после спуска на воду 18 (29) мая 1740 года вошёл в состав Балтийского флота России. Строительство корабля вёл кораблестроитель в звании корабельного подмастерья ранга сухопутного поручика П. Г. Качалов.
В июле 1741 года в составе отряда кораблей перешёл из Архангельска в Кольский залив, где остался на зимовку в Екатерининской гавани. В июне 1742 года вернулся в Архангельск, откуда 19 (30) июля в составе эскадры из десяти судов под общим командованием вице-адмирала П. П. Бредаля вышел для перехода в Балтийское море. В связи с начавшейся русско-шведской войной все корабли эскадры были приведены в боевую готовность. 10 (21) и 11 (22) августа эскадра попала в сильный шторм у мыса Нордкап, из-за того, что большая часть судов эскадры получила повреждения, вернулась к Кильдюину и была вынуждена была зайти в Екатерининскую гавань для исправления, где и осталась на зимовку. С августа по ноябрь следующего 1743 года в составе отряда кораблей под общим командованием капитана полковничьего ранга В. Ф. Люиса совершил переход из Кольского залива в Ревель, а затем в Кронштадт.
В 1744 году в составе кронштадтской эскадры принимал участие в практическом плавании. В июле и августе 1745 года во главе отряда, состоявшего помимо корабля из двух фрегатов, под общим командованием капитан-лейтенанта А. Соймонова находился в крейсерском плавании по маршруту мыс Дагерорт — остров Готланд — берег Курляндии, целью которого были поиск и поимка французского капера. В октябре и ноябре того же года на корабле из Ревеля в Любек совершил плавание австрийский дипломат Филипп Иосиф Орсини граф Розенберг
С 1746 по 1748 год принимал участие в практических плаваниях эскадр кораблей Балтийского флота в Финском заливе и Балтийском море. В июне и июле 1749 года находился составе эскадры, перевозившей имущество русского экспедиционного корпуса из Данцига в Ревель. В 1750 и 1751 годах вновь принимал участие в практических плаваниях эскадр кораблей Балтийского флота в Финском заливе и Балтийском море, в 1751 году также совершил плавание из Ревеля в Кронштадт.
В 1755 году корабль «Святой Исаакий» находился в порту Кронштадта, где по окончании службы в следующем 1756 году и был разобран.

## Командиры корабля
Командирами линейного корабля «Святой Исаакий» в разное время служили:
- капитан полковничьего ранга М. Тем (1741 год)[комм. 5][13];
- капитан полковничьего ранга князь С. М. Мещерский (1742—1743 годы)[14];
- лейтенант майорского ранга Н. Хитрово (1744 год)[15];
- капитан-лейтенант А. Соймонов (1745 год)[16];
- капитан полковничьего ранга князь П. А. Барятинский (1746 год)[17];
- лейтенант П. П. Андерсон (1747 год)[комм. 6][18];
- лейтенант майорского ранга И. Креницын (1748 год)[19];
- лейтенант майорского ранга Я. Тинков (до августа 1751 года)[20];
- капитан 2-го ранга Д. Л. Овцын (август и сентябрь 1751 года)[21];
- капитан 3-го ранга Д. И. Вилисон (1755 год)[комм. 7][12].

### Комментарии
1. ↑  Также в серию входили линейные корабли «Пётр Второй» (головной корабль проекта), «Выборг», «Новая Надежда», «Северная Звезда», «Азов», «Астрахань», «Святой Андрей», «Кронштадт», «Святой Пантелеймон», «Святой Николай», «Шлиссельбург», «Азия», два корабля «Нептунус» 1736 и 1758 годов постройки, два корабля «Город Архангельск» 1735 и 1761 годов постройки и два корабля «Варахаил» 1749 и 1752 годов постройки.
2. ↑  143 фута.
3. ↑  38 футов.
4. ↑  16 футов 7 дюймов.
5. ↑  Оригинал имени M. Tem.
6. ↑  Англичанин на русской службе.
7. ↑  Англичанин на русской службе, настоящее имя Duncon Villison, в русской транслитерации также использовалось имя Донкон и вариант фамилии Вильсон.